# Установка дегідрогенізації пропану в Чжанцзяган
Установка дегідрогенізації пропану в Чжанцзяган — виробництво нафтохімічної промисловості в Китаї у місті Чжанцзяган (провінція Цзянсу, що омивається південною частиною Жовтого моря).
Завдяки «сланцевій революції» в США на світовому ринку з'явився додатковий ресурс зріджених вуглеводневих газів. Це сприяло спорудженню в Китаї значної кількості установок дегідрогенізації пропану для виробництва пропілену, котрий до того традиційно отримували за допомогою парового крекінгу або фракціонування із газів нафтопереробки. Одним з таких заводів стала запущена у травні 2015 року установка компанії Zhangjiagang Yangtze River Petrochemical — спільного підприємства Oriental Energy (56 %), Jiangsu Feixang Chemical та Jiangsu Huachang Chemical (по 22 %).
Розміщене у місті Чжанцзяган, нове виробництво мало потужність 600 тисяч тонн пропілену на рік та потребувало понад 700 тисяч тонн пропану. Для забезпечення установки сировиною були укладені контракти на поставки з США, проте, звичайно, могли закуповуватись партії і з інших джерел (наприклад, Ірану). Можливо відзначити, що спеціально під проект зафрахтували на довгостроковій (10 років) основі чотири газові танкери у компанії Pacific Gas.
Отриманий внаслідок дегідрогенізації пропілен використовується на розташованих на тій же площадці лінії поліпропілену (400 тисяч тонн на рік) та двох виробництвах оксоспиртів.
Для установки обрали найбільш поширену в світі технологію компанії UOP (Honeywell). При цьому використовуються каталізатори, виготовлені на заводі компанії Honeywell в самому Чжанцзягані.
Можливо також відзначити, що у власника об'єкту існують плани спорудження на даній площадці другої установки з тією самою потужністю.